# Ardito (grano)
(Saraiva, Tiago. Fascist Pigs: Technoscientific Organisms and the History of Fascism. The MIT Press, 2016.)

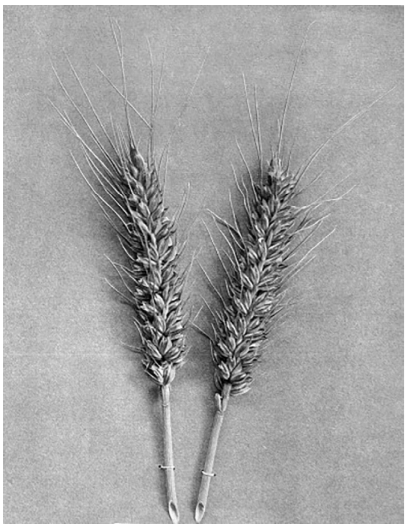
Foto storica del grano Ardito, 1932

Il grano Ardito (Triticum aestivum L.) è un grano tenero antico molto precoce prodotto da Nazareno Strampelli nel 1916 utilizzando un incrocio a tre vie con tre varietà di grano: (Rieti / Wilhelmina // Akakomugi).

## Storia

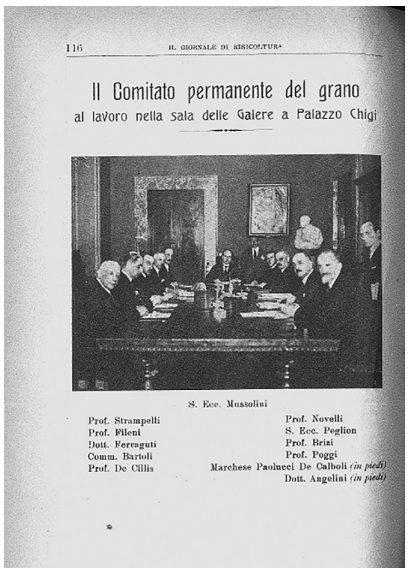
Nazareno Strampelli è seduto alla destra di Mussolini in una riunione del Comitato permanente per il grano.

L'intuizione vincente di Strampelli fu quella di costituire varietà di frumento duro più adatte agli areali dell’Italia meridionale accorciando il ciclo della coltura; ciò per aumentare in primis la probabilità di sfuggire allo stress idrico, spesso atteso nella parte finale del ciclo della coltura; e poi per migliorare l'utilizzo dell’acqua usata dalla pianta dopo la fioritura per l’assorbimento e la traspirazione.
Strampelli incrociò il grano Rieti resistente alla ruggine ma facilmente alletabile con l'olandese il grano Wilhelmina Tarwe ad alta resa e quindi col grano rosso giapponese Akakomugi scarsamente produttivo ma resistente all'allettamento e con una maturazione precoce. Si trattò del primo uso occidentale di una varietà Giapponese di grano nano, varietà che poi furono utilizzate dagli coltivatori di grano nel XIX secolo e per tutto il XX secolo.
L'Ardito è stato precursore delle varietà migliorate argentine e della varietà invernale russa Bezostaya.

### Storia dei geni nanizzanti
È stato possibile ricostruire il percorso dei geni nanizzanti, grazie a tecniche di genetica molecolare; ciò ha permesso di rilevare i tre principali percorsi geostorici:
1. La prima volta che il gene Rht8 nanizzante fu usato fuori dalle coltivazioni giapponesi fu l'esperimento di Strampelli con il grano Ardito, insieme all'Rht8 fu trasferito anche il gene Ppd-D1 scoperto successivamente.
2. La seconda volta che il gene Rht8, della varietà Akakomugi, fu usato fuori dal Giappone, accadde quando dall'Italia, partendo dai derivati dell'Akakomugi (Ardito, Villa Gloria e Balilla) vennero usati in Argentina prima e durante la guerra mondiale II (1940–45), e quindi dall'Argentina all’Europa e all’ex Unione Sovietica dopo la Seconda Guerra Mondiale.
3. La terza volta che il gene Rht8, fu trasferito fuori dal Giappone insieme ai geni nanizzanti Rht1 e geni Rht2 fu con la varietà Norin 10. Il Norin 10 è stato trasferito dal Giappone agli Stati Uniti dopo la Seconda Guerra Mondiale, e dagli Stati Uniti al CIMMYT in Messico. Dal CIMMYT i geni Rht1 e Rht2 sono stati distribuiti tutti in tutto il mondo, inclusa l’Europa.

È interessante notare che le varietà nane vennero importate inizialmente dalla Corea per arrivare in Giappone dopo la Prima guerra sino-giapponese.

## Caratteristiche

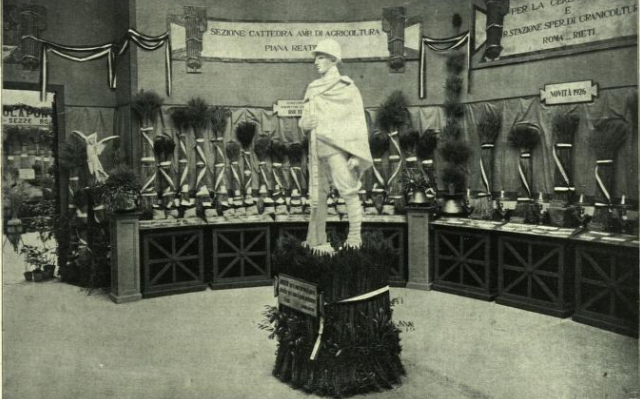
Terza mostra romana del grano Ardito

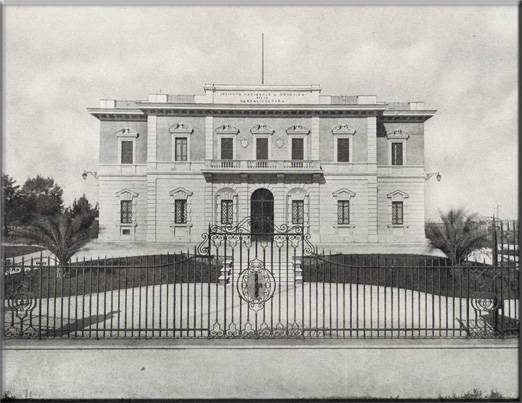
L'Istituto Nazionale di Genetica per la Cerealicoltura di Rieti

L’Ardito matura 15-20 giorni prima del grano Rieti, è alto 80–100 cm, resiste al freddo e alla ruggine, ed è molto produttivo.
La caratteristica della bassa statura è legata alla espressione del gene chiamato Rht8 che controlla la taglia ridotta del fusto delle piante di grano, insieme ad un secondo gene il Pdp-D1 che agisce sul fotoperiodo anticipando la maturazione del grano.
Inoltre un terzo gene il Yr16 conferisce resistenza alla ruggine; tutti e tre i geni sono stati trasmessi da un segmento del cromosoma 2D.
I grani nani lo sono perché rispondono in modo anomalo all'ormone della crescita delle piante: l'Acido gibberellico; mentre il gene che rende insensibile al fotoperiodo è il PpD1, gene questo che anticipa la maturazione del grano.
L'Ardito è stato il frumento che ha permesso al governo fascista di quasi raddoppiare la produzione di grano in 10 anni, senza aumentare la superficie coltivata e consentendo talvolta una seconda cultura secondaria dopo la mietitura del grano che viene anticipata di 12 giorni.

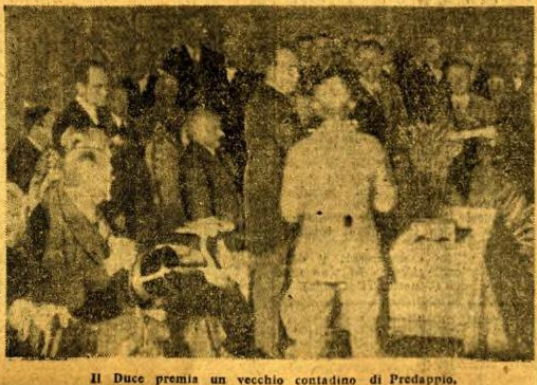
La Tribuna 1926 - Mussolini premia i veliti della battaglia del grano

L’Ardito ha una resa agronomica media di 20 q.li x ha con casi noti di anche 60 q.li x ha.
Le spighe sono portanti da 4 a 5 fiori fertili; il numero medio di cariossidi per orecchio va da 65 a 70, con un massimo di 75 e un minimo di 50.
Il Glume è ovale, con carena pronunciata con punta rossa, nervatura principale e nervature secondarie, con bordi bruno-rossastri.
La palea, ovale, lanceolata, bordo bruno-rossastro.
La cariossidi, bel colore rossastro, di dimensioni e forma variabili a seconda della loro posizione sulla spiga, ma inclini ad essere ovali e leggermente rigonfie, lobi in sezione rotonda e concavi ventralmente. La lunghezza media è di 6,3 mm, la larghezza media è fino a 3,3 mm, il diametro dorso-ventrale va da 2,8 a 3 mm.
L'endosperma è amidaceo, il peso di 1 000 grani è di 35,40 gr.
I gambi sono forti, di appena 80 cm in altezza.
Ha una maturità molto precoce; nel 1917, mietuto il 17 giugno; nel 1918, seminata in collina, esposizione a sud, terreno argilloso, raccolta l'8 giugno; nel 1919, coltivato nelle fresche pianure, maturava il 30 giugno, mentre il grano Rieti non poteva essere raccolto prima del 15 luglio.
Questo grano deve essere seminato piuttosto fitto.
Questa varietà è colpita, dopo un repentino abbassamento della temperatura, dal mal del piede del frumento o marciume da Oyhiobolus graminis, Leptosphaeria herpotrichoides, e Fusarium spp. ed anche da Septoria graminum Desm..
Inoltre, questa varietà non è immune al Tilletia caries e T. foetens.